# Селмет Вјелки
Селмет Вјелки (пољ. Selmęt Wielki,   (1938) године, Grosse Selment See (1921), Schelmund (1595), Schelment, Salmant (1475)) је језеро у Пољској. Познато је и под називом Селметно (Selmętno). Налази се на Елцком појезерју у војводству Варминско-Мазуријском.
- Површина језера: 1273 ha
- Дужина: 11,6 km
- Ширина: 3,5 km
- Максимална дубина: 22 m.
- Средња дубина: 8 m (1991 г.).
- Надморска висина: 120,7 m.

У језеро се улива река Голубица, а кроз њега река Лега. Спаја се са језерима: Голубским, Сордаским, Регјелским, Рајгродским. Насеља око језера су: Седки, Ласки Вјелкје, Сордахи, Шелиги. Дно је пешчано-каменито. Местимично муљ. У заливима има доста подводних биљака.